# Pavel Suchánek (politik)
Pavel Suchánek (* 31. března 1952 Brno) je český politik, v letech 1998 až 2013 poslanec Poslanecké sněmovny za ODS, od roku 2010 do roku 2013 předseda Rozpočtového výboru sněmovny.

## Biografie
V letech 1967-1971 vystudoval střední školu v Břeclavi, pak po vojenské základní službě pracoval v letech 1974-1995 v dispečinku podniku Jihomoravská energetika. V období let 1995 – 1998 byl soukromým podnikatelem v oblasti fotografie a galerie. V letech 2000-2006 získal bakalářské a magisterské vzdělání na VŠH Praha (obor ekonomika a management).
Po sametové revoluci se zapojil do politiky, nejprve jako člen Občanského fóra. V roce 1991 patřil mezi zakládající členy ODS. Zastával různé funkce v krajských orgánech ODS na jižní Moravě a byl předsedou Místního sdružení ODS v Rakvicích, předsedou Oblastní rady ODS v Břeclavi a místopředsedou Regionální rady ODS Jihomoravského kraje.
Ve volbách v roce 1998 byl zvolen do poslanecké sněmovny za ODS (volební obvod Jihomoravský kraj). Byl členem sněmovního výboru pro evropskou integraci. Ve volbách v roce 2002 mandát poslance obhájil. Do roku 2004 zasedal ve výboru pro evropskou integraci, pak v rozpočtovém výboru. Opětovně byl do sněmovny zvolen ve volbách v roce 2006. Stal se místopředsedou rozpočtového výboru. V letech 2006-2009 navíc zasedal ve výboru pro evropské záležitosti. Znovu byl zvolen do parlamentu ve volbách v roce 2010. Po nich se stal předsedou rozpočtového výboru.
V roce 2011 předložil v poslanecké sněmovně návrh novely zákona o platech ústavních činitelů. Poslanci měli pobírat 230 000 Kč měsíčně s tím, že by se zároveň zrušily všechny dosavadní náhrady na cestovné, pronájmy kanceláří, telefonní účty apod. V únoru 2013 předložil návrh na zachování akcií na doručitele, které byly vydány před nabytím účinnosti zákona o jejich zrušení. Návrh zdůvodnil vysokými náklady na provedení změn.
V komunálních volbách roku 1994 byl zvolen do zastupitelstva obce Rakvice za ODS. Neúspěšně se o znovuzvolení pokoušel ve komunálních volbách roku 1998, komunálních volbách roku 2002, komunálních volbách roku 2006 a komunálních volbách roku 2010.

### Kauzy
Deník Aktuálně.cz přinesl informace o tom, že Suchánek v únoru 2011 strávil prodloužený víkend v Dubaji na golfu s lobbisty a manažery státních i soukromých firem – Romanem Janouškem, Martinem Romanem, Petrem Žaludou, Martinem Dvořákem či Tomášem Krskem. Událost ukázala na přetrvávající propojení mezi politikou, lobbingem a bysnysem, které již dříve odhalila toskánská aféra. Stejně jako tehdy zůstala i v dubajském případě nevysvětlena otázka, kdo cestu zaplatil. Suchánek záležitost komentoval pro MF Dnes slovy: „Já jsem normální člověk s jednou dírou do zadku, tak si snad můžu dovolit jet na čtyři dny na golf do tepla."